# Parlamentswahl in Belgien 1974
- UDP-DN: 2
- KPB/PCB: 2
- PSB/
BSP: 59
- FDF-PLDP: 14
- PVV/PLP: 30
- CVP: 50
- PSC: 22
- RW: 11
- VU: 22

Die vorgezogene Wahl zum belgischen Parlament 1974 wurde am 10. März 1974 abgehalten. Zur Wahl standen die 212 Mitglieder der Abgeordnetenkammer und die 106 direkt gewählten von insgesamt 185 Mitgliedern des Senats.

## Vorgeschichte
Nach der Parlamentswahl 1971 bildete Gaston Eyskens erneut eine 3-Parteien-Regierung bestehend aus flämischen (CVP) und wallonischen Christdemokraten (PSC), sowie den Sozialisten BSP-PSB. Nach dem Rücktritt Eyskens’ wegen des Streits um den Status von Fourons wurde im Januar 1972 von dem wallonischen Sozialisten Edmond Leburton eine neue 5-Parteien-Regierung gebildet, der neben Christdemokraten und Sozialisten auch die flämischen (PVV) und wallonischen Liberalen (PLP)angehörten. Diese Regierung verfügte im Gegensatz zu ihrer Vorgängerin über eine für eine Verfassungsänderung notwendige Zweidrittelmehrheit in Kammer und Senat.
Im Oktober 1973 wurde die Regierung umgebildet. Sie stützte sich weiterhin auf Christdemokraten, Sozialisten und Liberale, statt wie bisher 22 Minister und 14 Staatssekretäre gehörten der Regierung Leburton II nur noch 22 Minister und sechs Staatssekretäre an. Nach wenigen Monaten trat Premierminister Leburton im Januar 1974 zurück. Nachdem die Bildung einer neuen Regierung gescheitert war, wurden vorzeitige Neuwahlen für den 10. März 1974 angesetzt. Ursache für den Rücktritt war die Ibramco-Affäre, der gescheiterte Versuch der belgischen Regierung gemeinsam mit der staatlichen iranischen Ölgesellschaft NIOC in der Provinz Lüttich nahe der niederländischen Grenze eine Raffinerie zu errichten.

## Kammer (Unterhaus)

### Ergebnisse
Es errangen neun Parteien Sitze in der Abgeordnetenkammer.
In den 70er Jahren teilten sich die belgischen Parteien zunehmend nach sprachlichen Kriterien in eine flämisch- und eine wallonischsprachige Partei auf. Besonders kompliziert wurde es in der Provinz Brabant, die sowohl flämisch- als auch französischsprachige Arrondissements sowie das zweisprachige Brüssel umfasste.
Die Sozialisten – obwohl noch eine gesamtbelgische Partei – traten 1971 in den flämischen Provinzen als BSP, in den französischsprachigen Provinzen als PSB an. In Brabant kandidierten sie in den flämischen Arrondissements als Rode Leeuwen (Rote Löwen) und in den französischsprachigen Arrondissements als PSB(BRUX). Im zweisprachigen Brüssel kandidierten beide Listen. Bei der Wahl 1974 trat, mit Ausnahme von Brabant, eine landesweite Liste BSP/PSB an. In Brabant kandidierten 1974 in den flämischen Arrondissements die BSP Rode Leeuwen und in den französischsprachigen Arrondissements die PSB. Im zweisprachigen Brüssel kandidierten beide Listen. Obwohl die Listen zusammen 4,2 % zulegten, verloren die Sozialisten neun Sitze.
Bei den Christdemokraten kandidierte die CVP in den flämischen Provinzen und die PSC in den wallonischen Provinzen. In Brabant trat 1971 eine gemeinsame Liste CVP/PSC an. 1974 kandidierte in Brabant in den flämischensprachigen Arrondissements und Brüssel die CVP und in den französischsprachigen Arrondissements und Brüssel die PSC auf getrennten Listen. Die Christdemokraten verbesserten sich um 2,3 % und fünf Sitze.
Für die Liberalen trat die PVV 1971 in den flämischen Provinzen an, in den wallonischen Provinzen die PLP. In Brabant Kandidierte in Brüssel und den flämischsprachigen Arrondissements eine gemeinsame Liste PVV/PLP in den französischsprachigen Arrondissements und in Brüssel kandidierte die PLP(BRUX). 1974 trat landesweit eine gemeinsame Liste PVV/PLP an, nur in Brüssel kandidierte die PLP zusätzlich auf einer separaten Liste. Die Liberalen büßten 0,8 % und vier Sitze an.
Die flämische Volksunie konnte trotz leichter Stimmverluste einen Sitz dazugewinnen.
Die frankophone FDF trat 1971 gemeinsam mit dem RW in Brüssel und dem französischsprachigen Brabant an. 1974 kandidierte eine gemeinsame Liste von FDF und PLDP in Brüssel. Bei leichten Stimmgewinnen verbesserte sie sich um zwei Sitze. Der nur in Wallonien kandidierende Rassemblement Wallone (RW) büßte bei geringen Stimmverlusten einen Sitz ein.
Die Kommunisten traten 1971 in Flandern als KP bzw. PCB an. In Wallonien kandidierten sie als PC. 1974 kandidierten sie landesweit als KPB/PCB. sie verloren ein Drittel der Stimmen und 3 von fünf Sitzen. Die UDP-DN kandidierte nur in einigen Wahlkreisen der Provinz Namur und konnte zwei Sitze gewinnen.

Stimmenstärkste Parteien nach Wahlkreisen:

Das amtliche Endergebnis:
| Wahlberechtigte    | 6.323.027 |         |           |       |           |
| abgegebene Stimmen | 5.711.639 | 90,33 % |           |       |           |
| gültige Stimmen    | 5.258.531 | 92,07 % |           |       |           |
|                    | Stimmen   | Anteil  | ± zu 1971 | Sitze | ± zu 1971 |
| PSB/BSP            | 1.401.725 | 26,66 % | +26,66 %  | 59    | +59       |
| CVP                | 1.222.646 | 23,25 % | +4,93 %   | 50    | +10       |
| PVV/PLP            | 798.818   | 15,19 % | +13,15 %  | 30    | +26       |
| VU                 | 536.287   | 10,2 %  | −0,91 %   | 22    | +1        |
| PSC                | 478.209   | 9,09 %  | +2,89 %   | 22    | +7        |
| FDF-PLDP           | 301.303   | 5,73 %  | +5,73 %   | 14    | +14       |
| RW                 | 269.455   | 5,12 %  | −0,69 %   | 11    | −1        |
| PSB                | 164.592   | 3,13 %  | −7,27 %   | 0     | −25       |
| KPB/PCB            | 107.481   | 2,04 %  | +2,04 %   | 2     | +2        |
| PLP                | 20.886    | 0,40 %  | −4,82 %   | 0     | −11       |
| UDP-DN             | 3.623     | 0,07 %  | +0,07 %   | 2     | +2        |
| PC                 | –         | –       | −1,74 %   | –     | −4        |
| FDF-RW             | –         | –       | −5,43 %   | –     | −12       |
| KP                 | –         | –       | −1,28 %   | –     | −1        |
| PLP(BRUX)          | –         | –       | −1,71 %   | –     | −3        |
| PSC/CVP            | –         | –       | −5,53 %   | –     | −12       |
| PSB(BRUX)          | –         | –       | −3,08 %   | –     | −7        |
| RL                 | –         | –       | −1,97 %   | –     | −4        |
| PVV                | –         | –       | −7,42 %   | –     | −16       |
| BSP                | –         | –       | −11,80 %  | –     | −25       |

## Senat (Oberhaus)
Neben den Kammer-Abgeordneten wurden auch 106, von insgesamt 185 Senatoren, direkt gewählt.

### Ergebnisse
Insgesamt acht Parteien wurden in den Senat gewählt.
Wie in der Kammer ist es auch im Senat schwierig, die Wahlergebnisse mit den Resultaten von 1974 zu vergleichen.
Die Sozialisten (1971: BSP und PSB; 1974 BSP/PSB und BSP Rode Leeuwen) verloren einen Senatssitz. Die Christdemokraten (1971: PSC/CVP; 1974 CVP und PSC) verbesserten sich um drei Sitze. Die Liberalen verloren ein Mandat. Die flämische Volkunie verlor zwei Sitze, die frankophone FDF (1971: FDF-RW und PLDP; 1974 FDF-PLDP) gewann einen Sitze dazu, die Kommunisten konnten ihr Mandat verteidigen.
Das amtliche Endergebnis:
| Wahlberechtigte    | 6.323.027 |         |           |       |           |
| abgegebene Stimmen | 5.711.729 | 90,33 % |           |       |           |
| gültige Stimmen    | 5.184.715 | 90,77 % |           |       |           |
|                    | Stimmen   | Anteil  | ± zu 1971 | Sitze | ± zu 1971 |
| BSP/PSB            | 1.301.722 | 25,11 % | +25,11 %  | 27    | +27       |
| CVP                | 1.219.811 | 23,53 % | +23,53 %  | 27    | +27       |
| PVV/PLP            | 755.694   | 14,58 % | −0,32 %   | 16    | +1        |
| FDFRW-PLDP         | 589.553   | 11,37 % | +11,37 %  | 13    | +13       |
| VU                 | 545.215   | 10,52 % | −0,85 %   | 10    | −2        |
| PSC                | 430.512   | 8,3 %   | +8,3 %    | 10    | +10       |
| KPB/PCB            | 115.007   | 2,22 %  | +0,17 %   | 1     | ±0        |
| BSPRL              | 82.959    | 1,60 %  | −0,27 %   | 2     | +2        |
| PSC/CVP            | –         | –       | −29,70 %  | –     | −34       |
| BSP                | –         | –       | −11,82 %  | –     | −6        |
| PLDP               | –         | –       | −1,56 %   | –     | −2        |
| FDF-RW             | –         | –       | −11,49 %  | –     | −6        |
| PSB                | –         | –       | −13,63 %  | –     | −16       |

### Anmerkung zur Senatswahl 1971
Die Angaben zu den Sitzen sind in der benutzten Quelle offensichtlich fehlerhaft. Die Summe der Seantssitze ergibt 92 statt 106. Wenn man auf fgov.be die Resultate für die einzelnen Provinzen, bzw. Arrondissements betrachtet, fehlen auch dort Sitze.
Zwei Quellen schlüsseln die einzelnen Listen nicht so detailliert auf, stimmen aber in den Resultaten überein und haben als Summe 106 Senatssitze.
| Partei  | Sitze |
| ------- | ----- |
| CVP/PSC | 34    |
| BSP/PSB | 30    |
| PVV/PRL | 17    |
| VU      | 12    |
| FDF-RW  | 12    |
| KPb/PCB | 1     |

## Regierungsbildung
Am 25. April bildete Premierminister Leo Tindemans (CVP) eine Minderheitsregierung aus flämischen (CVP) und wallonischen (PSC) Christdemokraten sowie flämischen (PVV) und wallonischen (PLP) Liberalen. Die Regierung verfügte über 102 der 212 Parlamentssitze. Wenige Wochen später, am 12. Juni 1974, trat der Rassemblement Wallone (RW) in die Regierung ein. Die Regierung Tindemans II hatte nun mit 113 Mandaten eine Mehrheit in der Abgeordnetenkammer.